# Emporium
Emporium es un borough ubicado en el condado de Cameron en el estado estadounidense de Pensilvania. En el año 2000 tenía una población de 2,526 habitantes y una densidad poblacional de 1,336 personas por km².

## Geografía
Emporium se encuentra ubicado en las coordenadas 41°30′41″N 78°14′11″O / 41.51139, -78.23639.

## Demografía
Según la Oficina del Censo en 2000 los ingresos medios por hogar en la localidad eran de $28,618 y los ingresos medios por familia eran $37,610. Los hombres tenían unos ingresos medios de $30,461 frente a los $25,087 para las mujeres. La renta per cápita para la localidad era de $15,239. Alrededor del 12% de la población estaba por debajo del umbral de pobreza.